# Лукоил Србија
Лукоил Србија је акционарско друштво за промет нафтних деривата. Српско предузеће "Беопетрол" је октобра 2003. године купила руска Нафтна компанија "Лукоил". Купопродајним уговором Агенција за приватизацију Владе Републике Србије продала је 79,5 одсто друштвеног капитала у „Беопетролу“ за 117 милиона евра. Купац се обавезао да ће уложити 85 милиона евра у инвестициони и осам милиона евра у социјални програм. После приватизације малопродајни објекти „Беопетрола“ су реконструсани и модернизовани, а малопродајна мрежа проширена је са пет нових бензинских станица. 
"Лукоил Србија“ поседује више од 140 бензинских станица које се налазе у већим градовима Србије, на европским коридорима, магистралним путевима и свим важнијим путним правцима у земљи, као и складишта нафтних деривата у Остружници и Дољевцу. 
Руководилац Лукоилове Балканске међурегионалне организације и генерални директор Акционарског друштва „Лукоил Србија“ је Игор Семеничев.
Седиште Компаније је у Београду.